# Malpartida de Corneja
Malpartida de Corneja – gmina w Hiszpanii, w prowincji Ávila, w Kastylii i León, o powierzchni 19,07 km². W 2011 roku gmina liczyła 138 mieszkańców.